# Naila

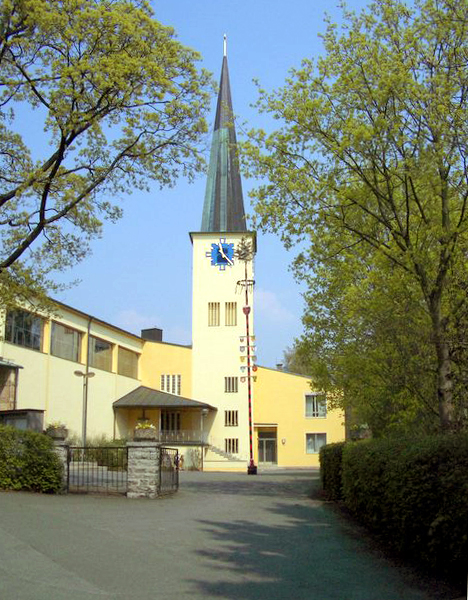
Naila: Nhà thờ Biến hình

Naila là một đô thị ở huyện Hof bang Bavaria thuộc nước Đức